# 향토방위군단
향토방위군단(독일어: Landwehrkorps 란트베어코릅스[*])은 제1차 세계 대전 당시 독일 육군의 군단급 부대 중 하나이다.
향토방위군단은 1914년 8월 전쟁이 터지자 육군동원령에 따라 소집되었다. 초대 군단장은 레무스 폰 보이르슈 퇴역 보병대장이었다. 전쟁 종전 시점까지 생존한 군단이다.

## 전투서열
| 군단급       | 사단급          | 여단급                       | 예하 부대             |
| ------------ | --------------- | ---------------------------- | --------------------- |
| 향토방위군단 | 제3향토방위사단 | 제17향토방위보병여단         | 제6향토방위보병연대   |
| 향토방위군단 | 제3향토방위사단 | 제17향토방위보병여단         | 제7향토방위보병연대   |
| 향토방위군단 | 제3향토방위사단 | 제18향토방위보병여단         | 제37향토방위보병연대  |
| 향토방위군단 | 제3향토방위사단 | 제18향토방위보병여단         | 제46향토방위보병연대  |
| 향토방위군단 | 제3향토방위사단 | 제17보충보병여단             | 제17여단보충대대      |
| 향토방위군단 | 제3향토방위사단 | 제17보충보병여단             | 제18여단보충대대      |
| 향토방위군단 | 제3향토방위사단 | 제17보충보병여단             | 제19여단보충대대      |
| 향토방위군단 | 제3향토방위사단 | 제17보충보병여단             | 제20여단보충대대      |
| 향토방위군단 | 제3향토방위사단 | 제17보충보병여단             | 제77여단보충대대      |
| 향토방위군단 | 제3향토방위사단 | 제1향토방위기병연대          |                       |
| 향토방위군단 | 제3향토방위사단 | 제5육군단 제1향토방위포대    |                       |
| 향토방위군단 | 제3향토방위사단 | 제5육군단 제2향토방위포대    |                       |
| 향토방위군단 | 제3향토방위사단 | 제5공병대대 예비중대         |                       |
| 향토방위군단 | 제3향토방위사단 | 제1향토방위사단 부잔교훈련대 |                       |
| 향토방위군단 | 제3향토방위사단 | 예비전화대                   |                       |
| 향토방위군단 | 제4향토방위사단 | 제22향토방위보병여단         | 제11향토방위보병연대  |
| 향토방위군단 | 제4향토방위사단 | 제22향토방위보병여단         | 제51향토방위보병연대  |
| 향토방위군단 | 제4향토방위사단 | 제23향토방위보병여단         | 제22향토방위보병연대  |
| 향토방위군단 | 제4향토방위사단 | 제23향토방위보병여단         | 제23향토방위보병연대  |
| 향토방위군단 | 제4향토방위사단 | 제21보충보병여단             | 제21여단보충대대      |
| 향토방위군단 | 제4향토방위사단 | 제21보충보병여단             | 제22여단보충대대      |
| 향토방위군단 | 제4향토방위사단 | 제21보충보병여단             | 제23여단보충대대      |
| 향토방위군단 | 제4향토방위사단 | 제21보충보병여단             | 제24여단보충대대      |
| 향토방위군단 | 제4향토방위사단 | 제21보충보병여단             | 제78여단보충대대      |
| 향토방위군단 | 제4향토방위사단 | 제2향토방위기병연대          |                       |
| 향토방위군단 | 제4향토방위사단 | 보충기병연대                 |                       |
| 향토방위군단 | 제4향토방위사단 | 제6육군단 제1향토방위포대    |                       |
| 향토방위군단 | 제4향토방위사단 | 제6육군단 제2향토방위포대    |                       |
| 향토방위군단 | 제4향토방위사단 | 제6공병대대 예비중대         |                       |
| 향토방위군단 | 제4향토방위사단 | 제2향토방위사단 부잔교훈련대 |                       |
| 향토방위군단 | 제4향토방위사단 | 예비전화대                   |                       |
| 향토방위군단 | 군단 직속병력   |                              | 향토방위군단 군수종대 |
| 향토방위군단 | 군단 직속병력   | 4개 향토방위전화종대         |                       |
| 향토방위군단 | 군단 직속병력   | 2개 통신선차량화종대         |                       |
| 향토방위군단 | 군단 직속병력   | 2개 향토방위제빵종대         |                       |
| 향토방위군단 | 군단 직속병력   | 2개 탄창보급물자저장소       |                       |

## 참고 자료
- Cron, Hermann (2002). Imperial German Army 1914-18: Organisation, Structure, Orders-of-Battle [first published: 1937]. Helion & Co. ISBN 1-874622-70-1.
- Busche, Hartwig (1998). Formationsgeschichte der Deutschen Infanterie im Ersten Weltkrieg (1914 bis 1918) (독일어). Institut für Preußische Historiographie.
- Robinson, Janet; Robinson, Joe (2009). Handbook of Imperial Germany. Authorhouse.